# Motobécane SPR
 (avril 2025).
Si vous disposez d'ouvrages ou d'articles de référence ou si vous connaissez des sites web de qualité traitant du thème abordé ici, merci de compléter l'article en donnant les références utiles à sa vérifiabilité et en les liant à la section « Notes et références ».
La Motobécane SPR est un cyclomoteur sorti le 30 novembre 1960.

## Description
Il s'agit d'une version haut de gamme pour les véhicules de l'époque, comportant de nombreux équipements tels que selle biplace, cale-pieds oscillants montés sur amortisseurs arrière, klaxon électrique, compteur kilométrique et un carter de chaîne étanche multipliant par cinq la durée de vie de cette dernière.
L'abréviation SPR signifie « Spéciale Route », dotée pour l'occasion d'un réservoir de 8,7 litres et d'une robustesse prévue pour les longs trajets.
Elle fut également sortie par Motoconfort pour concurrencer les 50 cm3 à boîte de vitesses italiennes aux allures de petites motos, ayant plus de succès chez les jeunes de l'époque. On y retrouve donc des particularités inspirées de celles-ci : guidon imitant le galbe tronqué du « guidon bracelet », le réservoir « en console » faisant croire un cadre poutre comme les motos, les roues de 18´, le pédalier verrouillable en mode non décalé, …

## Nouvelle version
À partir de 1964, la loi bridant les cyclomoteurs à 50 km/h étant entrée en vigueur, la SPR fut déclinée en deux versions :
- cyclomoteur (bridé) toujours dénommé « SPR » ;
- vélomoteur (non bridé), sous l'appellation « C50R ».

En 1965, le modèle était vendu à 993,50 francs.